# Colom senzill
El colom senzill (Patagioenas inornata) és una espècie d'ocell de la família dels colúmbids (Columbidae) que habita boscos i terres de conreu de les Grans Antilles.